# AcceleRacers
AcceleRacers (ang. Hot Wheels AcceleRacers, 2005–2006) – seria 4 amerykańskich filmów animowanych o wyścigach.

## Fabuła
Dr. Peter Tezla po wydarzeniach w Wyścigu Światów próbuje ponownie odzyskać potężny obiekt zwany Kołem Mocy. Jednak w tym przeszkodziły mu w tym maszyny zwane Racing Drones i ich przywódczyni Gelorum. Doktor Tezla buduje nową kwaterę główną i wzywa ponownie najlepszych kierowców świata w celu wykonania jego tajemnej misji. Przybywają do niego dwie rywalizujące ze sobą drużyny kierowców − Teku, kierowcy stawiający na nowoczesny i widowiskowy wygląd aut a także typowo japoński styl jazdy, oraz Metal Maniacy − stawiający na klasyczny wygląd aut związany z czystą mocą, nawiązujący do amerykańskich muscle carów. Wszyscy kierowcy ścigają się w tzw. Królestwach tras gdzie dostają się przez magiczne portale otwierające się tylko na czas jednej godziny. Każde z nich jest oparte na innym motywie i sprawdza różne umiejętności kierowców. Na początku obie drużyny rywalizują ze sobą, co utrudnia im pokonanie Racing Dronów, lecz gdy pojawił się nowy wróg − Silencersi, kierowcy zdolni do pokrycia swoich wozów kamuflażem, drużyny Teku i Metal Maniaków zaczęły ze sobą współpracować.

## Lista filmów
W Polsce wydane zostały na DVD wszystkie 4 filmy, z czego w Jetix Max zostały wyemitowane 2 pierwsze:
- AcceleRacers: Restart (ang. AcceleRacers: Ignition, 2005) – premiera w Jetix Max 5 listopada 2005 roku,
- AcceleRacers: Z prędkością ciszy (ang. AcceleRacers: The Speed of Silence, 2005) – premiera w Jetix Max 27 maja 2006 roku,
- AcceleRacers: Punkt zwrotny (ang. AcceleRacers: Breaking Point, 2005),
- AcceleRacers: Ostatni wyścig (ang. AcceleRacers: The Ultimate Race, 2006).

## Polski dubbing
- Tomasz Bednarek – Nolo Pasaro
- Jarosław Boberek – Tork Maddox (cz. 1), Tone Pasaro, Tata Verta
- Andrzej Ferenc – Dr. Peter Tezla
- Artur Kaczmarski – GIG
- Jacek Kopczyński – Vert Wheeler
- Łukasz Lewandowski – Mitchell „Monkey” McClurg
- Mirosław Zbrojewicz – Tork Maddox (cz. 2-4), Brian Kadeem
- Barbara Zielińska – Gelorum (cz. 1)
- Ewa Serwa – Gelorum (cz. 2-4)
- Anna Sroka – Lani Tam
- Janusz Wituch – Taro Kitano (cz. 1-2), jeden z droidów (cz. 1)
- Sławomir Pacek – Taro Kitano (cz. 3-4), jeden z droidów (cz. 4)
- Izabella Bukowska – Karma Eiss
- Paweł Iwanicki – Kurt Wylde
- Marcin Przybylski – Mark Wylde
- Leszek Zduń – Shirako Takamoto
- Tomasz Grochoczyński – Deezel „Porkchop” Riggs